# Гласници (филм)
Гласници (енгл. The Messengers) је хорор филм из 2007. године у режији браће Панг. Главне улоге тумаче Кристен Стјуарт, Дилан Макдермот, Пенелопи Ен Милер и Џон Корбет. Филм говори о злокобној тами која окружује наизглед спокојну фарму сунцокрета у Северној Дакоти и породицу Соломон — власнике фарме — коју раздиру сумња, хаос и убиство.
Приказан је 2. фебруар 2007. године. Снимање се одвијало у близини реке Капел. Преднаставак, Гласници 2: Страшило, приказан је 2009. године.

## Радња
Након што Џес у алкохолизованом стању изазове саобраћајну несрећу у којој умало страда њен млађи брат Бен, он од шока занеми. Џесина породица се тада одлучује на пресељење и то на фарму у Северну Дакоту. Међутим, чини се како прави проблеми управо тамо почињу.
Џес и Бен сведоче необјашњивим догађајима, али када кажу својим родитељима наилазе на неразумевање. С обзиром да је Џес изгубила поверење својих родитеља, а Бен не може да каже оно шта је видео. Након неког времена чудна збивања око фарме постану учесталија, а кућа мало по мало почиње да открива део своје мрачне прошлости.

## Улоге
| Глумац            | Улога         |
| ----------------- | ------------- |
| Кристен Стјуарт   | Џес Соломон   |
| Дилан Макдермот   | Рој Соломон   |
| Пенелопи Ен Милер | Дениз Соломон |
| Џон Корбет        | Џон Бервел    |
| Еван Тернер       | Бен Соломон   |
| Теодор Тернер     | Бен Соломон   |
| Вилијам Б. Дејвис | Колби Прајс   |
| Брент Бриско      | Плум          |
| Дастин Милиган    | Боби          |
| Џодел Ферланд     | Мишел Ролинс  |
| Мајкл Дејнџерфилд | полицајац     |
| Татјана Маслани   | Линдси Ролинс |
| Ширли Маквин      | Мери Ролинс   |
| Кирија Робинсон   | Кејти Тернер  |